# Santa Cecília (Paraíba)
Pour les articles homonymes, voir Santa Cecilia.
Santa Cecília est une ville brésilienne du sud-est de l'État de la Paraíba.
Sa population était estimée à 7 016 habitants en 2007. La municipalité s'étend sur 228 km2.